# Gilbert od Genta, grof Lincolna
Gilbert od Genta, 1. grof Lincolna (o. 1126. – 1156.) bio je engleski plemić koji se borio na strani kralja Stjepana tijekom Anarhije. Bio je sin Waltera od Genta (sin Gilberta od Genta, koji je spomenut u Knjizi Sudnjeg dana) i Matilde od Bretanje, kćeri Stjepana, grofa Tréguiera. Gilbert je tako bio nećak Alana, 1. grofa Richmonda, jednog od zapovjednika kralja Stjepana. Gilbertov stric je bio Robert od Genta, lord kancelar kralju Stjepanu.
Još dok je bio mlad, Gilbert se borio za Stjepana u bitci kod Lincolna, 1141. te je bio zarobljen zajedno s kraljem. Potom je oženio Rohese de Clare, kćer Rikarda Fitz Gilberta de Clarea i Adelize od Meschinesa te nećakinju Ranulfa od Gernona, 4. grofa Chestera. 1149. ili 1150., kralj je Gilberta učinio grofom Lincolna jer je Vilim od Roumarea, grof Lincolna, postao saveznik carice Matilde. 
Gilbert i njegova supruga imali su samo jedno dijete, kćer Alisu, koja se udala za Šimuna III. od Senlisa, sina Šimuna II. od Senlisa, grofa Huntingdon-Northamptona.